# Mamma Mia! (2008.)
Mamma Mia! je film koji je osmišljen po istoimenom svjetski poznatom mjuziklu utemeljenom na pjesmama grupe ABBA. Film je dobio naziv po ABBA-inom hitu iz 1975. 'Mamma Mia'. Prva je premijera filma u Švedskoj i Ujedinjenom Kraljevstvu bila izvedena 11. lipnja 2008., a 18. lipnja 2008. u SAD-u. Dok je u Hrvatskoj premijera bila 4. rujna 2008.
Dvostruka oskarovka Meryl Streep ima glavnu ulogu te glumi majku Donnu Sheridan. Pierce Brosnan, Colin Firth i Stellan Skarsgård su u ulozi tri moguća oca Donnine kćeri Sophie koju glumi Amanda Seyfried. Donnine dvije prijateljice Tanyu i Rose uprizoruju Christine Baranski i Julie Walters.

## Uloge
- Meryl Streep - Donna Sheridan, Sofijina majka
- Christine Baranski - Tanya, Donnina prijateljica
- Julie Walters - Rosie, Donnina prijateljica
- Amanda Seyfried - Sophie Sheridan, Donnaina kći i Skyova zaručnica
- Dominic Cooper - Sky, Sofijin zaručnik
- Pierce Brosnan - Sam Carmichael, Sofijin mogući otac br. 1
- Colin Firth - Harry Bright, Sofijin mogući otac br. 2
- Stellan Skarsgård - Bill Anderson, Sofijin mogući otac br. 3
- Gary Humphrey - Jerz Curtiza.

## Radnja
Radnja filma je na grčkom otoku Kalokari. Romantična avantura počinje u zabačenom mediteranskom hotelu "Vila Dona", koji vode Donna Sheridan (Meryl Streep), njena kći jedinica Sophie (Amanda Seyfried) i njen zaručnik Sky (Dominic Cooper).
Sophie ne zna tko je njen otac. Prije 21 godine, Donna se zaljubila u Amerikanca Sama Carmichaela (Pierce Brosnan), i njih dvoje su imali strastvenu ljetnju romansu. Ipak, pred kraj ljetovanja, Sam govori Donni da je zaručen i da ide kući oženiti se, i tako slama Donni srce.  Donna pada u zagrljaj još dvojice mladića: Engleza Harryja Brighta (Colin Firth) i Šveđanina Billa Andersona (Stellan Skarsgård). Na kraju, Donna ostaje trudna, a ne zna koji od njene tri ljubavi je Sofijin otac. Njena majka joj ne dozvoljava vratiti se kući, tako da Donma ostaje na otoku Kalokari i otvara svoj hotel "Villa Donna".
Sophie sada ima dvadeset godina i treba se udati za Skya. Uoči svog vjenčanja, ona sa strepnjom šalje pozivnicu trojici muškaraca za koje vjeruje da joj je neki od njih otac. Iz tri grada, s tri strane svjeta, njih trojica kreću na otok ženi koja je dvadeset godina ranije uspjela da zavesti ih.
Njih trojica stižu na otok, a Sophie ih krišom smjesti u Donninu staru kućicu za koze i posramljeno priznaje da je pozivnice poslala ona, a ne njena majka, ali im ne govori razlog zašto su tu. Ona ih, pritom, moli da se kriju do vjenčanja kako bi Doni priredili fantastično iznenađenje - iznenadno pojavljivanje trojice "dragih starih prijatelja"...